# Communauté de communes Vallée de l'Ubaye
La communauté de communes Vallée de l'Ubaye est une ancienne communauté de communes française, située dans le département des Alpes-de-Haute-Provence en région Provence-Alpes-Côte d'Azur.

## Historique
La communauté de communes Vallée de l'Ubaye (CCVU) a été créée le 31 décembre 1992. Elle succède au SIVOM éponyme, fondé en 1962.

### Le SIVOM initial
Il fut le deuxième de France à adopter cette structure. Jean-Rémy Fortoul (1920-2002) en resta très longtemps le président.

### Evolution à partir de 1993
Le schéma départemental de coopération intercommunale (SDCI) des Alpes-de-Haute-Provence de 2011 prévoyait le maintien de la communauté de communes en l'état, « l'ensemble […] formant déjà une entité cohérente ».
La loi no 2015-991 du 7 août 2015 portant nouvelle organisation territoriale de la République, dite « loi NOTRe », impose aux établissements publics de coopération intercommunale à fiscalité propre une population supérieure à 15 000 habitants, avec des dérogations, sans pour autant descendre en dessous de 5 000 habitants. La communauté de communes Vallée de l'Ubaye comptait 7 323 habitants en 2012 ; elle peut théoriquement se maintenir. Le SDCI de 2015 proposait la fusion avec la communauté de communes Ubaye Serre-Ponçon qui ne remplit pas ce seuil. Cette fusion renforcerait l'identité touristique dans le pôle Ubaye.
Après réunion de la commission départementale de coopération intercommunale le 21 mars 2016, le SDCI est adopté le 25 mars.
La communauté de communes Vallée de l'Ubaye est dissoute au 31 décembre 2016. Elle fusionne avec la communauté de communes Ubaye Serre-Ponçon pour former la communauté de communes Vallée de l'Ubaye Serre-Ponçon ; la commune de Pontis rejoint de son côté la communauté de communes de Serre-Ponçon.

## Territoire communautaire

### Géographie
La communauté de communes Vallée de l'Ubaye est située au nord-est du département des Alpes-de-Haute-Provence. Elle constitue l'une des quatre intercommunalités du pays Serre-Ponçon Ubaye Durance (SUD) avec Ubaye Serre-Ponçon, Savinois-Serre-Ponçon et l'Embrunais, ces deux dernières étant dans le département limitrophe des Hautes-Alpes, regroupant 31 communes.
Elle jouxte onze intercommunalités, listées dans le sens des aiguilles d'une montre : Métropole Nice Côte d'Azur au sud-est, puis les communautés de communes Alpes d'Azur dans les Alpes-Maritimes, du Haut-Verdon Val d'Allos, de Haute Bléone, du Pays de Seyne, Ubaye Serre-Ponçon dans les Alpes-de-Haute-Provence, du Savinois-Serre-Ponçon, de l'Embrunais, du Guillestrois et du Queyras dans les Hautes-Alpes.

### Composition
Le 1er janvier 2016, les communes de Meyronnes et Larche sont devenues communes déléguées de la commune nouvelle de Val d'Oronaye. La communauté de communes est alors composée des treize communes suivantes :
| Nom                     | Code Insee | Gentilé        | Superficie (km2) | Population (dernière pop. légale) | Densité (hab./km2) |
| ----------------------- | ---------- | -------------- | ---------------- | --------------------------------- | ------------------ |
| Barcelonnette (siège)   | 04019      | Barcelonnettes | 16,42            | 2 698 (2014)                      | 164                |
| La Condamine-Châtelard  | 04062      | Condaminois    | 56,08            | 185 (2014)                        | 3,3                |
| Enchastrayes            | 04073      | Enchastrayens  | 44,19            | 390 (2014)                        | 8,8                |
| Faucon-de-Barcelonnette | 04086      | Fauconnais     | 17,42            | 304 (2014)                        | 17                 |
| Jausiers                | 04096      | Jausierois     | 107,73           | 1 134 (2014)                      | 11                 |
| Le Lauzet-Ubaye         | 04102      | Lauzetans      | 66,26            | 224 (2014)                        | 3,4                |
| Méolans-Revel           | 04161      | Méovellans     | 127,74           | 336 (2014)                        | 2,6                |
| Pontis                  | 04154      | Pontisois      | 14,11            | 83 (2014)                         | 5,9                |
| Saint-Paul-sur-Ubaye    | 04193      | Saint-Paulois  | 205,55           | 202 (2014)                        | 0,98               |
| Saint-Pons              | 04195      | Saint-Ponais   | 32,06            | 656 (2014)                        | 20                 |
| Les Thuiles             | 04220      | Thuilois       | 32,80            | 389 (2014)                        | 12                 |
| Uvernet-Fours           | 04226      | Uvernetais     | 135,44           | 582 (2014)                        | 4,3                |
| Val d'Oronaye           | 04120      |                | 109,45           | 113 (2014)                        | 1                  |

### Démographie
| 1968  | 1975  | 1982  | 1990  | 1999  | 2008  | 2013  |
| ----- | ----- | ----- | ----- | ----- | ----- | ----- |
| 5 382 | 5 915 | 6 245 | 6 801 | 7 041 | 7 426 | 7 351 |

## Administration

### Siège
Le siège de la communauté de communes était situé à Barcelonnette.

### Les élus
La communauté de communes est gérée par un conseil communautaire composé de 38 membres représentant chacune des communes membres et élus pour une durée de six ans.
Ils sont répartis comme suit :
| Nombre de délégués        | Communes |
| ------------------------- | --- |
| 10 titulaires             | Barcelonnette |
| 4 titulaires              | Jausiers |
| 2 titulaires              | Saint-Pons et Uvernet-Fours |
| 1 titulaire + 1 suppléant | La Condamine-Châtelard, Enchastrayes, Faucon-de-Barcelonnette, Larche, Le Lauzet-Ubaye, Méolans-Revel, Meyronnes, Pontis, Saint-Paul-sur-Ubaye et Les Thuiles |

### Présidence
En 2014, le conseil communautaire a élu son président, Jacques Martin, et désigné ses six vice-présidents :
1. Yvan Bouguyon (finances) ;
2. Jean-Pierre Bultel (développement économique et filières ressources locales) ;
3. Francis Bercher (tourisme et ski) ;
4. Pierre-Martin Charpenel (culture et patrimoine) ;
5. Patrice Bague (travaux) ;
6. Michel Nicolao (environnement, services communautaires et pleine nature).

Ils forment ensemble l'exécutif de l'intercommunalité pour le mandat 2014-2020
En 2017 ,les nouvelles élections intercommunales, ont eu lieu le 10 Janvier, c'est désormais Madame Sophie Vaginay, la présidente de la ccvusp, le 1er vice- président est Roger Masse le maire de la Bréole....

### Compétences
L'intercommunalité exerce des compétences qui lui sont déléguées par les communes membres.
Toute communauté de communes exerce les compétences obligatoires du développement économique et de l'aménagement de l'espace. Ainsi, sont déclarés d'intérêt communautaire :
- pour le développement économique :
  - la création, l'aménagement, l'entretien et la gestion des zones d'activité industrielle, commerciale, tertiaire ou artisanale, sauf celles déjà existantes au 1er septembre 2006,
  - la mise en place, la gestion et l'exploitation d'un observatoire économique et touristique,
  - équipement/aménagement/développement/gestion de l'aérodrome de Barcelonnette - Saint-Pons, ainsi que des remontées mécaniques et des pistes de Pra-Loup, du Sauze, de Sainte-Anne et de Larche, ainsi que des espaces nordiques de la Haute-Ubaye ;
  - toutes actions ayant trait au développement durable ;
- pour l'aménagement de l'espace :
  - l'élaboration, la révision et le suivi d'un schéma de cohérence territoriale,
  - l'élaboration d'un schéma de développement numérique,
  - la mise en place d'un système d'information géographique, etc.

La CCVU a fait le choix de trois compétences optionnelles :
- environnement (étude, mise en place et gestion « d'un système de management environnemental territorial visant à la coordination et à l'amélioration continue des actions de valorisation de l'environnement dans le cadre d'une stratégie intercommunale de développement durable », élaboration d'une charte d'aménagement et d'environnement paysager, de signalisation d'informations locales ; aménagement, valorisation et requalification paysagère des entrées sur la vallée, de la zone industrielle de Saint-Pons autour de la RD 900 ; assainissement ; collecte, traitement et transport des ordures ménagères ; collecte, stockage, transport et valorisation des déchets issus du tri sélectif ; création, gestion et exploitation de déchèteries) ;
- culture (aménagement et gestion des sites fortifiés ; aménagement et mise en valeur du patrimoine local ; gestion de l'école de musique intercommunale, etc.) ;
- sport (création, aménagement et entretien d'itinéraires de VTT labellisés FFCT à l'exception du site de Pra-Loup, tout comme les sentiers de randonnée ; création, aménagement, gestion et entretien des équipements de sports d'eau vive le long de l'Ubaye et autour du lac de Serre-Ponçon dans le territoire communautaire).

Enfin, l'intercommunalité possède trois compétences facultatives :
- tourisme (promotion touristique et communication, mais « l'accueil, les informations et les animations restent du ressort des communes ou de leurs offices de tourisme » ; mise en place et gestion d'un outil de commercialisation ; mise en place de points de réservation ; charte qualité ; politique d'amélioration de l'hébergement ; service intercommunal de navettes touristiques) ;
- culture (création, aménagement et gestion de musées ou de réserves de collections) ;
- scolaire (contrat éducatif local ; organisation d'un voyage de fin d'année pour les élèves de CM2 ; aides financières aux associations du lycée André-Honnorat de Barcelonnette, etc.) ;
- divers (entretien des réseaux d'éclairage public, etc.).

### Régime fiscal et budget
La communauté de communes est soumise à la fiscalité professionnelle unique.

## Projets et réalisations
Sur les domaines skiables, la communauté de communes a créé une retenue collinaire de 3 000 m3, ou encore remplacé le dispositif d'étanchéité de la retenue collinaire de la Rente, au Sauze.

### Sources
- SPLAF (Site sur la Population et les Limites Administratives de la France)
- Fiche dans la base nationale sur l'intercommunalité